# Luvan
Pour les articles homonymes, voir Luvan.
Œuvres principales
- Le Chevalier rouge
- CRU
- Le Naurne
- Susto

Marie-Aude Matignon, née le 19 novembre 1975 à Melun, est, sous le nom de plume luvan (sans majuscule), une auteure de littérature, de théâtre, de fictions radiophoniques et de poésie. Historienne de formation, elle est également traductrice sous son vrai nom.

## Biographie
Marie-Aude Matignon (dite luvan) est née le 19 novembre 1975 à Melun. Elle passe son enfance en Allemagne et en Afrique, et une partie de sa jeunesse dans le Pacifique, en Chine, en Norvège et en Suède, avant de s'installer en Belgique, où elle vit à partir de 2003.
Elle commence à publier des textes (poésies ou nouvelles) à partir de 2001, en revue ou en anthologie, tout en développant à partir de 2008 une activité de performance artistique, parfois proche de la poésie sonore.
Sa nouvelle Trolleriet a été nommée au prix Merlin en 2002. Son premier recueil de nouvelles, CRU, édité chez Dystopia Workshop, a reçu le prix Bob Morane 2014 (dans la catégorie "Nouvelle") et a été nommé au prix des Lycéens et Apprentis d'Ile de France.
Au fil des créations, elle développe un imaginaire complexe, teinté de fantastique, nourri de mythologies scandinaves ou de contes africains, entre autres.
Elle est membre du collectif d'écrivains de science-fiction Zanzibar et du collectif de création radiophonique Moniek.

## Œuvres

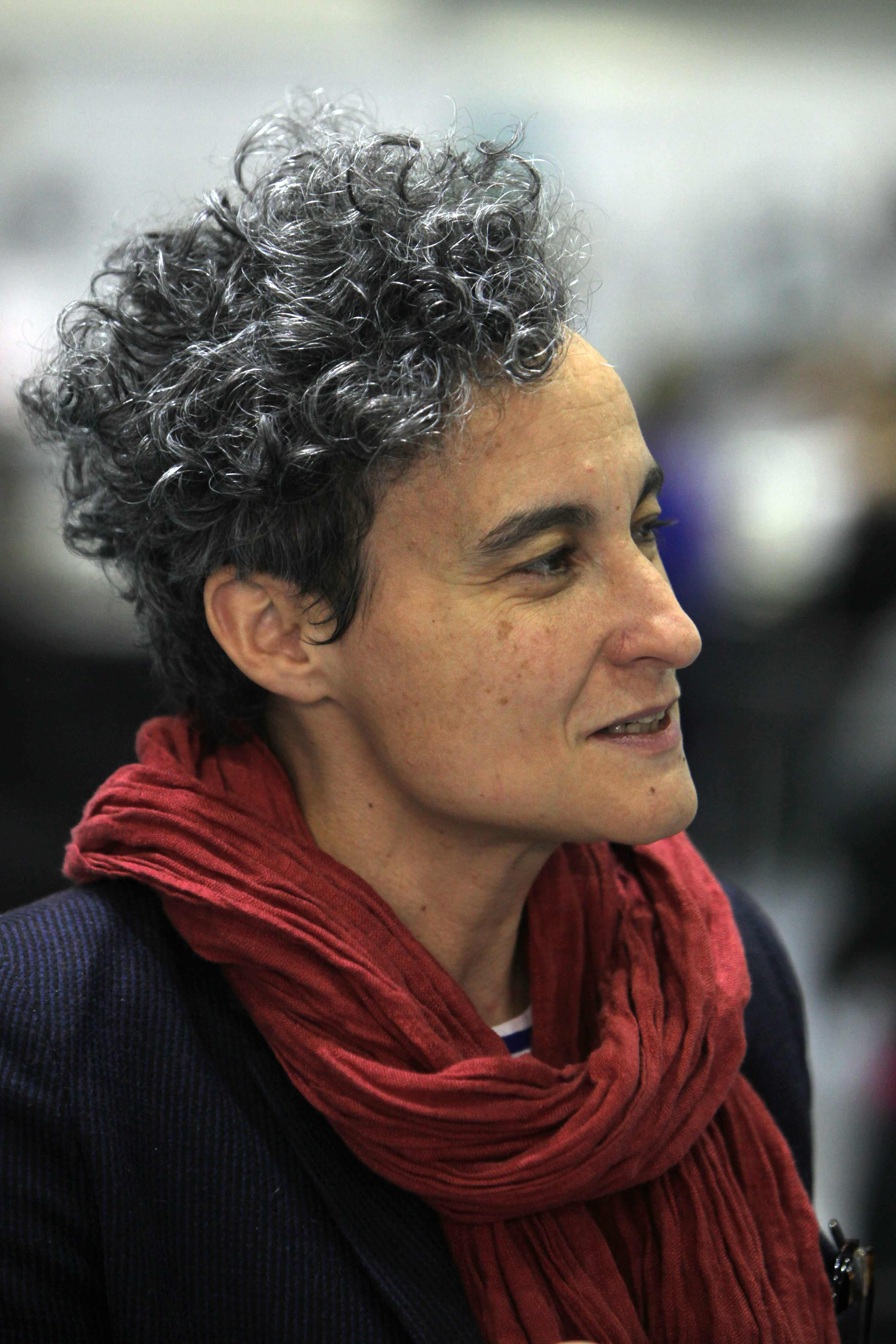
En 2019.

### Novellas, recueils et romans
- Walvis Blues - Maelström, Bruxelles, 2013.
- Yama - Oskar, Paris, 2013 (roman jeunesse sous le nom de Marie-Aude Matignon).
- CRU - Dystopia Workshop, Paris, 2013 (nouvelles).
- Le Chevalier rouge - Maelström, Bruxelles, 2015 (roman illustré par Ambre).
- Koímêsis, Maelström, Bruxelles, 2016 (slogans et poésies).
- Few of us - Dystopia, 2017 (nouvelles illustrées par Stéphane Perger)
- Susto - La Volte, 2018 (sortie le 18 janvier 2018[10])
- Troie - Les Règles de la Nuit, 2019
- Agrapha - La Volte, 2020
- TysT, illustré par Arnaud S. MANIAK & Stéphane PERGER, suivit par Le Jeu de l'éveillée, jeu de rôle de Melville - Scylla, Paris 2022
- Splines, avec dessins de Nacha Vollenweider. Suivi de Dévoyée : jeu de rôles de luvan et Léo Henry. - La Volte, 2022
- Nout : opéra spatial. - La volte, 2025. - 266 p. -  (ISBN 9782370492661). Avec les notes de composition de la compositrice Valérie Leclercq pour une composition originale pour le livre.

### Publications en revue ou en anthologie
- Les Jardins de Faber  dans La Bioéthique, foire aux fantasmes ?, coll. « Regard sur demain » (une nouvelle, un dossier), Mango, Paris, 2001.
- Homo Faber dans Lilith et ses sœurs, coll. « Emblémythiques », Oxymore, Montpellier, 2001.
- Vierge noire dans Venise noire (Emblèmes no 5), Oxymore, 2002.
- Le Dit des cheveux dans Extrême Orient (Emblèmes no 6), Oxymore, 2002.
- Trolleriet dans Traverses, coll. « Moirages », Oxymore, Montpellier, 2002.
- Genesis dans Mythophages, coll. « Emblémythiques », Oxymore, Montpellier, 2004.
- La Femme verte dans Elegy, no 49, 2007.
- Kiruna dans Traverses, livre voyageur, Autre Chose éditions, Paris, 2007.
- L’Audition dans Conquêtes et Explorations infernales, Parchemins et Traverses, Nice, 2008.
- La Remontée dans Élément II : L’Air, Griffe d’Encre, Paris, 2010.
- L’Étrangère dans L’Ouvrage, no 1, Troisième Lune, 2010.
- Mahrem dans La Guerre, anthologie d’une belligérance, Hydromel, Rennes, 2011.
- Le Chevalier noir dans Et d’Avalon à Camelot, Terre de Brume, Dinan, 2012.
- Les Chutes dans Faites demi-tour dès que possible, La Volte, Paris, 2012.
- Virgo Vestalis Maxima dans Baazar Maniaque, no 7, 2014.
- Koímêsis dans Jef Klak, no 3, 2016.
- Adar, Dystopia Workshop, Paris, 2016 (co-auteur).
- Miroirs dans Au bal des actifs : demain le travail, La Volte, Paris, 2017.
- CANT dans Derrière le grillage, Scylla, Paris 2025

### Feuilletons numériques
- Le Naurne, avec Léo Henry et Laure Afchain, 2014-2015 : www.lenaurne.fr.
- Sisifo : la Bataille de la Cité universitaire de Madrid, avec Léo Henry, Laure Afchain, Nicolas Chesnais, 2017-2018 : sisifo.site.

### Radio
- Mange-moi, une co-production ACSR / RTBF, mai 2013 (texte et réalisation).
- Queen Of Limbs, une production ACSR, janvier 2014 (texte et réalisation).
- Le Sonoscaphe, avec Thomas Giry, Radio Campus Bruxelles, novembre 2013 (live).
- Walvis Blues 2, création en direct autour de la novella Walvis Blues, avec le Front de l’Est et Moniek, Radio Campus Bruxelles, mai 2015.
- Digression, Radio Campus Bruxelles, juillet 2015 (live).
- Tyst, pour l’Audioblog de ARTE Radio, juillet 2015.
- Les sir -ènes parlent aux sirènes, Radio Campus Bruxelles, décembre 2015 (live).

### Théâtre
- Voidville, saison 1, par la Compagnie du complot, joué Cellule 133, Bruxelles, mars 2013 et au Théâtre Saint-Michel, Bruxelles, mai 2015.
- Cosmos exquis, par la Compagnie Crinoline, La Fabrique de Théâtre, Namur, 30 janvier 2014.
- Skéno, par l’ITT, La Bellone, Bruxelles, 27 mars 2014.
- Voidville, saison 2, par la Compagnie du Complot, Espace Lumen, Bruxelles, mai et juin 2016.

### Performances
- Le Grand Courbe, La Filature, Bruxelles, 26 avril 2009, avec Thomas Giry et Arno Riedinger[11].
- Kuro, TSEGORIUM #2, Bruxelles, 31 octobre 2011, avec Florence Cayron.
- Vaalbara, dans le cadre du fiEstival#7, Espace Senghor, mai 2013, avec Thomas Giry[12].
- Vassilissa, Le Chat Borgne, Bruxelles, 30 novembre 2013, avec Florence Cayron[13].
- Hourvari, performance interactive de déclamation polyphonique, Les Écuries, Boitsfort, mars 2015.
- FUEN, dans le cadre du fiEstival#9, Espace Senghor, Bruxelles, mai 2015, avec Thomas Giry[14].
- Des araignées, au Centre Wallonie-Bruxelles, Paris, dans le cadre de la Périphérie du Marché de la poésie, juin 2015.

### Traductions
- Ian Sumner, Le poilu français, traduit de l'anglais (Grande-Bretagne) par Marie-Aude Matignon, illustrations Giuseppe Rava. - Paris : Hauteville, 2015. - 64 p. -  (ISBN 9791093835037)
- Chris McNab, Une histoire du monde en 100 armes, traduit de l'anglais (Grande-Bretagne) par Marie-Aude Matignon. - Paris : Hauteville, 2015. - 384 p. -  (ISBN 9791093835129)
- Felicia Day, On n'est jamais bizarre sur Internet (ou presque), traduit de l'anglais (Etats-Unis) par Marie-Aude Matignon. - Paris : Bragelonne, 2017. - 318 p. -  (ISBN 9791028109615)
- Jessica Brody, Inaltérable, traduit de l'anglais par Marie-Aude Matignon. - Vauvert (Gard) : Au diable Vauvert, 2018. - 518 p. -  (ISBN 9782846269902)
- Ian Nathan, Alien : genèse d'un mythe, traduit de l'anglais (Royaume-Uni) par Marie-Aude Matignon, Sébastien Baert, Cédric Perdereau, Isabelle Pernot. - Paris : Huginn & Muninn, 2020. - 175 p. -  (ISBN 9782364807259)
- Karin Tidbeck, Amatka, traduit de l'anglais et du suédois par Luvan. - Clamart (Hauts-de-Seine) : La Volte, 2018. - 217 p. -  (ISBN 9782370490599)
- Karen Joy Fowler, Comme ce monde est joli, nouvelles choisies et traduites de l'anglais (Etats-Unis) par Luvan et Léo Henry. - Clamart (Hauts-de-Seine) : La Volte, 2021. - 421 p. -  (ISBN 9782370491046)
- Nina MacLaughlin, Sirène, debout, Ovide rechanté, traduit de l'anglais (États-Unis) par luvan, La Volte, 2023[15]